# بيل جنكينز (سائق سباق)
بيل جنكينز (بالإنجليزية: Bill Jenkins)‏ هو سائق سباق أمريكي، ولد في 22 ديسمبر 1930، وتوفي في 29 مارس 2012.